# Internationella federationen av fria evangeliska kyrkor
Internationella federationen av fria evangeliska kyrkor, IFFEC, bildades i Bern 1948 och är ett ekumeniskt samarbetsorgan för evangeliska frikyrkor världen över. Man har 42 nationella samfund som medlemmar. Medlemmarna stammar huvudsakligen från Europa, Nord- och Sydamerika. Tillsammans har IFFEC cirka 450 000 medlemmar världen över. De båda största medlemssamfunden är Evangelical Covenant Church och Evangelical Free Church of America i USA. De största europeiska samfunden finns i Sverige och Tyskland. Svenska medlemskyrkor är Equmeniakyrkan och Svenska Alliansmissionen.
Teologin för Internationella federationen av fria evangeliska kyrkor kan betecknas som evangelisk. Även om Internationella federationen av fria evangeliska kyrkor inte har några bekännelseskrifter så kan följande krav på prospektiva medlemskyrkor visa på något av det gemensamma i de olika kyrkornas teologi:
de är evangeliska så till vida som deras tro, lära och uppförande vägleds av Bibelns budskap. Den personliga tron i Jesus Kristus, i lydnad gentemot Ordet och Guds Vilja, är det enda villkoret i medlemskap i hans kyrka.
och:
de är kyrkor så till vida att Jesus Kristus är närvarande genom hans Ord och Ande, och samlar och vägleder dem, och att de erkänner att alla troende och endast de troende är medlemmar i kyrkan.